# Myrmarachne

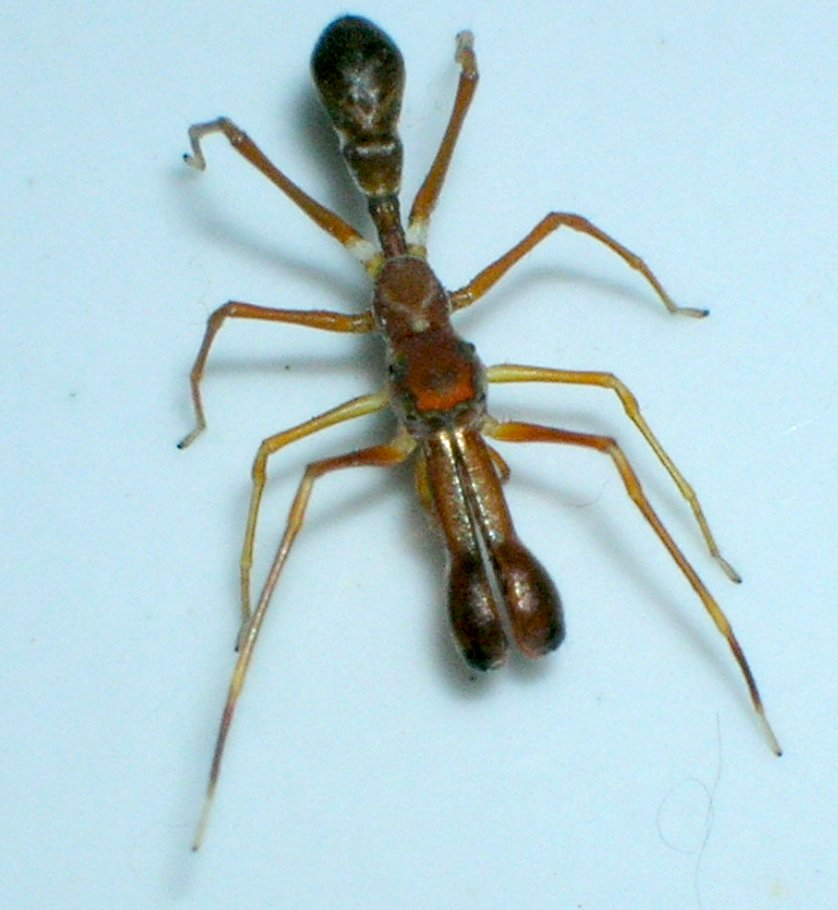
Myrmarachne plataleoides

Myrmarachne (др.-греч. μύρμηξ — «муравей» и ἀράχνη — «паук») — род аранеоморфных пауков из подсемейства Myrmarachninae в семействе пауков-скакунов (Salticidae), которые подражают муравьям, помахивая своими передними ногами (что сходно с движением усиков муравьёв). Известно около 200 видов.

## Распространение
Встречаются, главным образом, в тропиках Старого Света (Австралия, Азия, Африка). Несколько видов в Новом Свете и в Палеарктике. Около 80 видов в Юго-Восточной Азии.

## Описание
Длина от 3 до 9 мм. Головогрудь вытянутая, у самцов направленные вперёд длинные хелицеры. На брюшке и головогруди часто имеются перетяжки (имитация формы тела муравьёв). Цвет варьирует от чёрного до жёлтого, в зависимости от мимикрируемого вида муравьёв.

## Мирмекоморфия
Наблюдается внешнее сходство в строении с некоторыми видами муравьёв, рядом с которыми они обитают, что может защищать этих членистоногих от поедания хищниками (птицами, осами). За такое морфологическое сходство этих пауков называют «мимикрирующими под муравьёв» (англ. antmimicking spiders). Такое же явление наблюдается и среди других родов пауков в семействах Corinnidae и Zodariidae.
Например, Myrmarachne cornuta точная имитация муравьёв, принадлежащих к роду Tetraponera, которые имеют чрезвычайно тонкие и удлиненные формы тела. Напротив, Myrmarachne maxillosa имеет более овальное и коренастое тело, внешне напоминающее муравьёв, принадлежащих к роду Polyrhachis. Myrmarachne plataleoides хорошо известная точная морфологическая имитация муравья-ткача Oecophylla smaragdina имеющая короткую и выпуклую головогрудь и брюшко, аналогичную форме тела его модели муравья. Однако, было доказано, что способность прыгать для захвата добычи ограничена морфологической мимикрией, и имеет определённую эволюционную стоимость точной мимикрии. Изящный и узкий муравьеподобный внешний вид накладывает затраты на охотничьи способности мирмекоморфных пауков, потому что их прыжковая сила для захвата добычи обеспечивается гидравлическим давлением в их телах.

## Классификация
Среди 200 видов:
- Myrmarachne bamakoi
- Myrmarachne cowanii
- Myrmarachne foreli Lessert, 1925 — Ангола, Ботсвана, Малави, Южная Африка
- Myrmarachne formica (Doleschall, 1859) — Амбон (остров в Индонезии)
- Myrmarachne formicaria (de Geer, 1778) — (Палеарктика, интродуцирован в США)
  - Myrmarachne formicaria tyrolensis (C. L. Koch, 1846) — Центральная Европа
- Myrmarachne incerta
- Myrmarachne japonica (Karsch, 1879) — Россия, Китай, Корея, Тайвань, Япония
- Myrmarachne kiboschensis
- Myrmarachne legon
- Myrmarachne lugubris (Kulczynski, 1895) — Россия, Китай, Корея
- Myrmarachne marshalli
- Myrmarachne melanocephala Macleay, 1839typus — Азия
- Myrmarachne plataleoides
- Myrmarachne solitaria
- Myrmarachne tristis

## Галерея

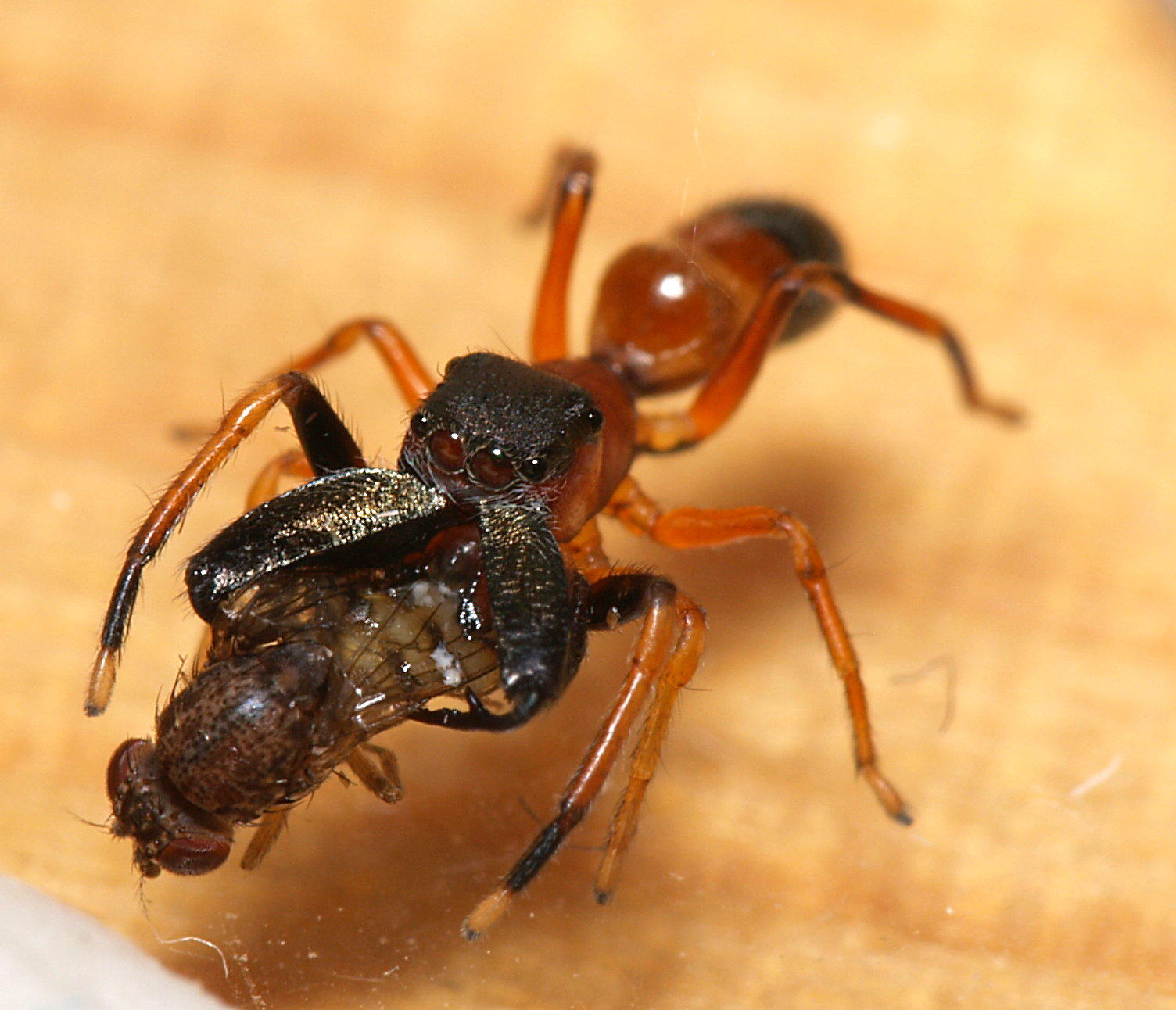
, самец
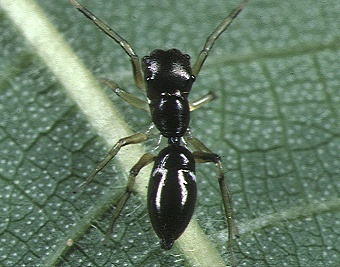
, самка
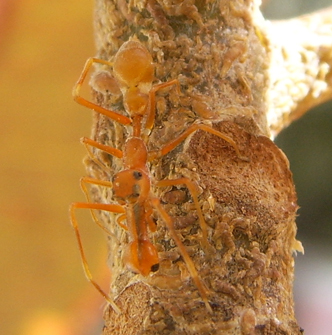
, самец
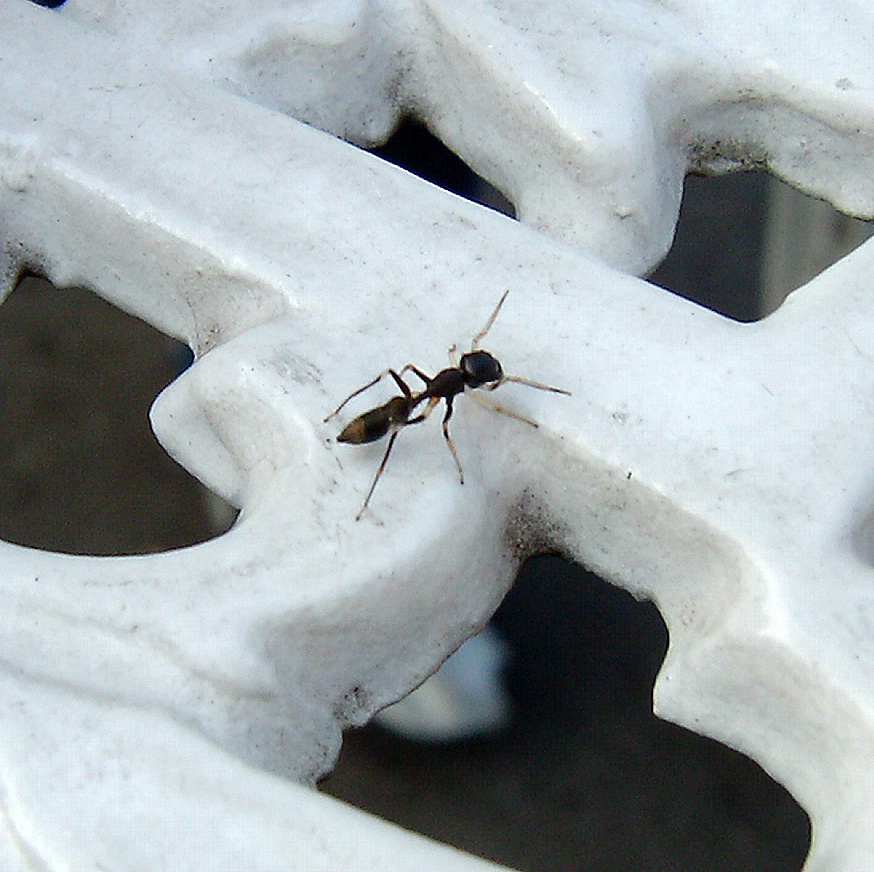

- Myrmarachne formicaria, самец
- Myrmarachne japonica, самка
- Myrmarachne plataleoides, самец
- Myrmarachne inermichelis